# 完善公園
完善公園（英語：Yuen Shin Park）位於香港新界大埔區林村河畔的大型公園，於1992年建成，佔地4公頃，目前由康樂及文化事務署管理。
1997年香港回歸前，完善公園的範圍還包括今天的大埔海濱公園。

## 設施
完善公園被大埔太和路從中分為兩部分。近林村河部分座落在一個人工小山丘上，山頂設有一個瞭望台，可以遠眺大埔新市鎮及吐露港。不過近年因保安問題，瞭望台入口已安裝鐵柵欄，在固定時間開放，供遊人進入。近富善邨及明雅苑部分設有門球場及兒童遊樂場。

## 圖集

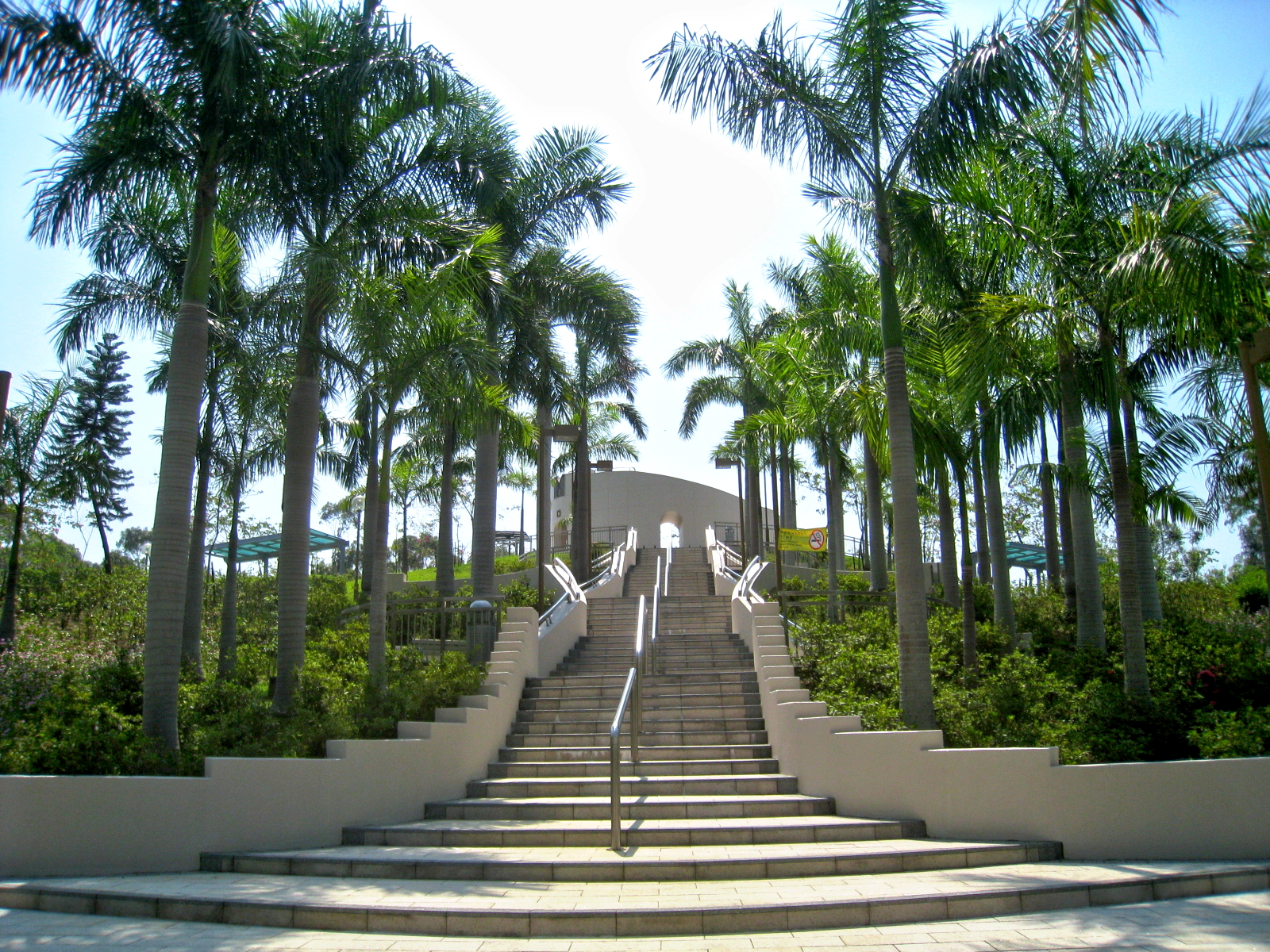
通往瞭望台的石階
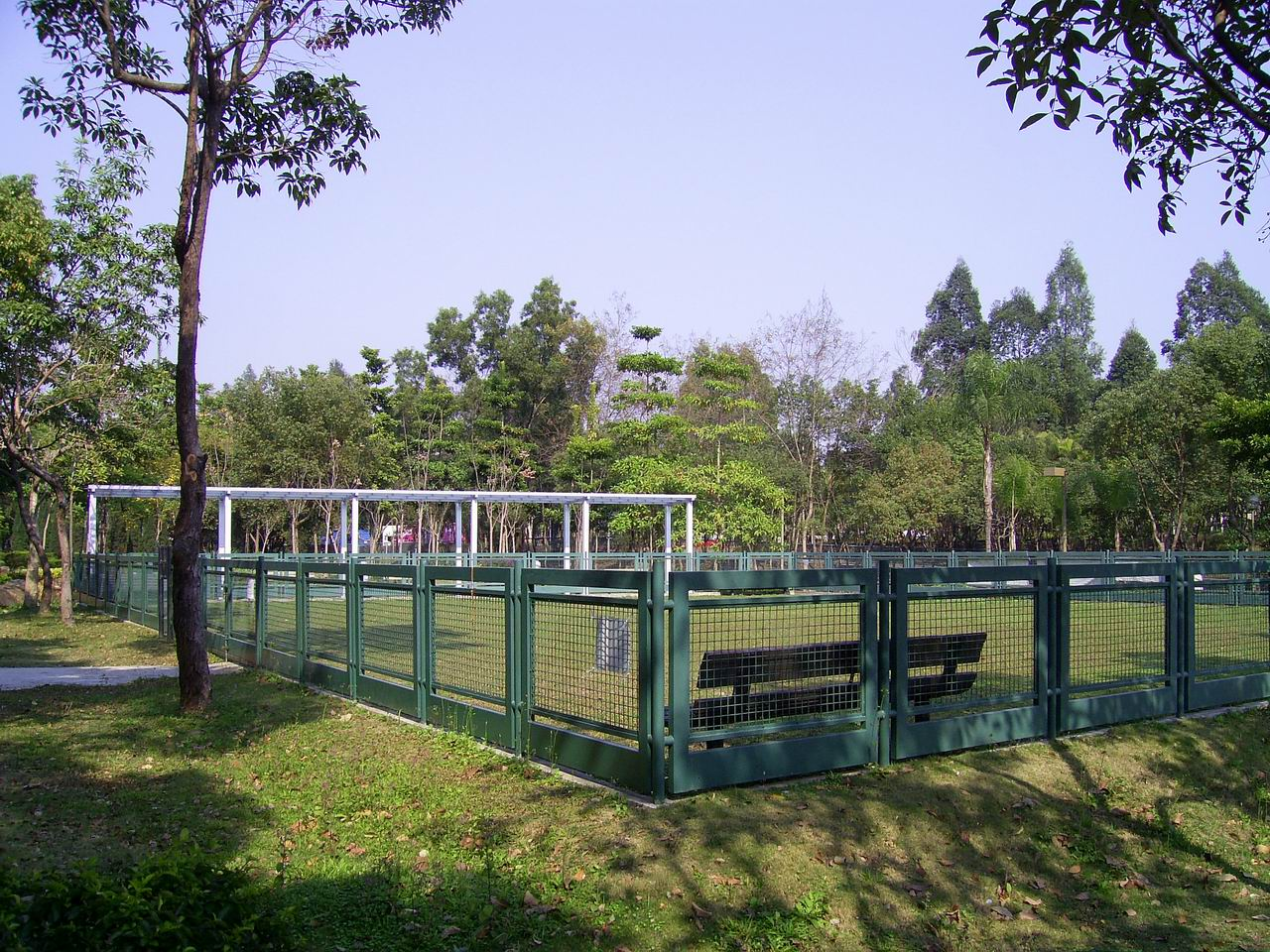
門球場
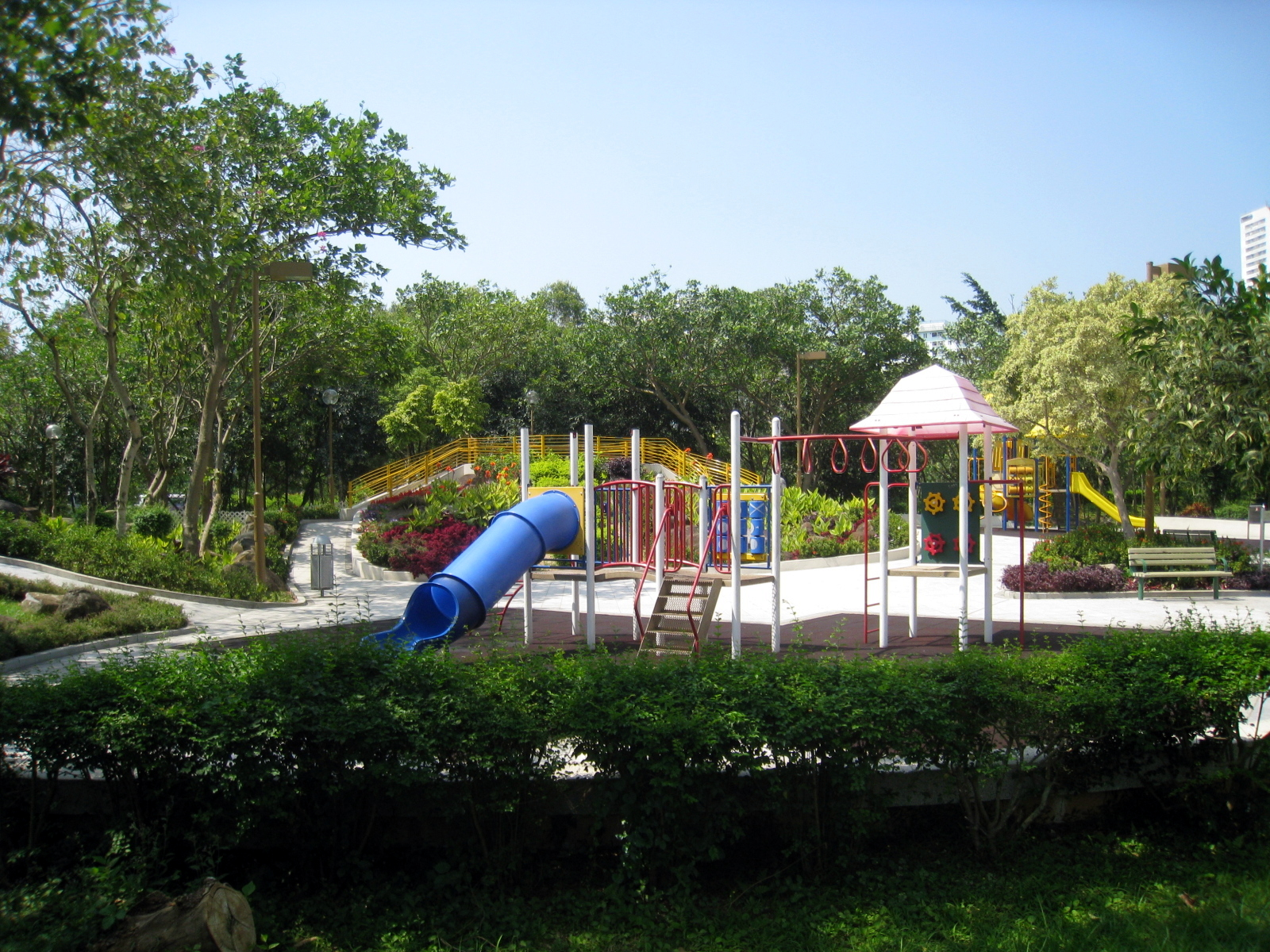
兒童遊樂場
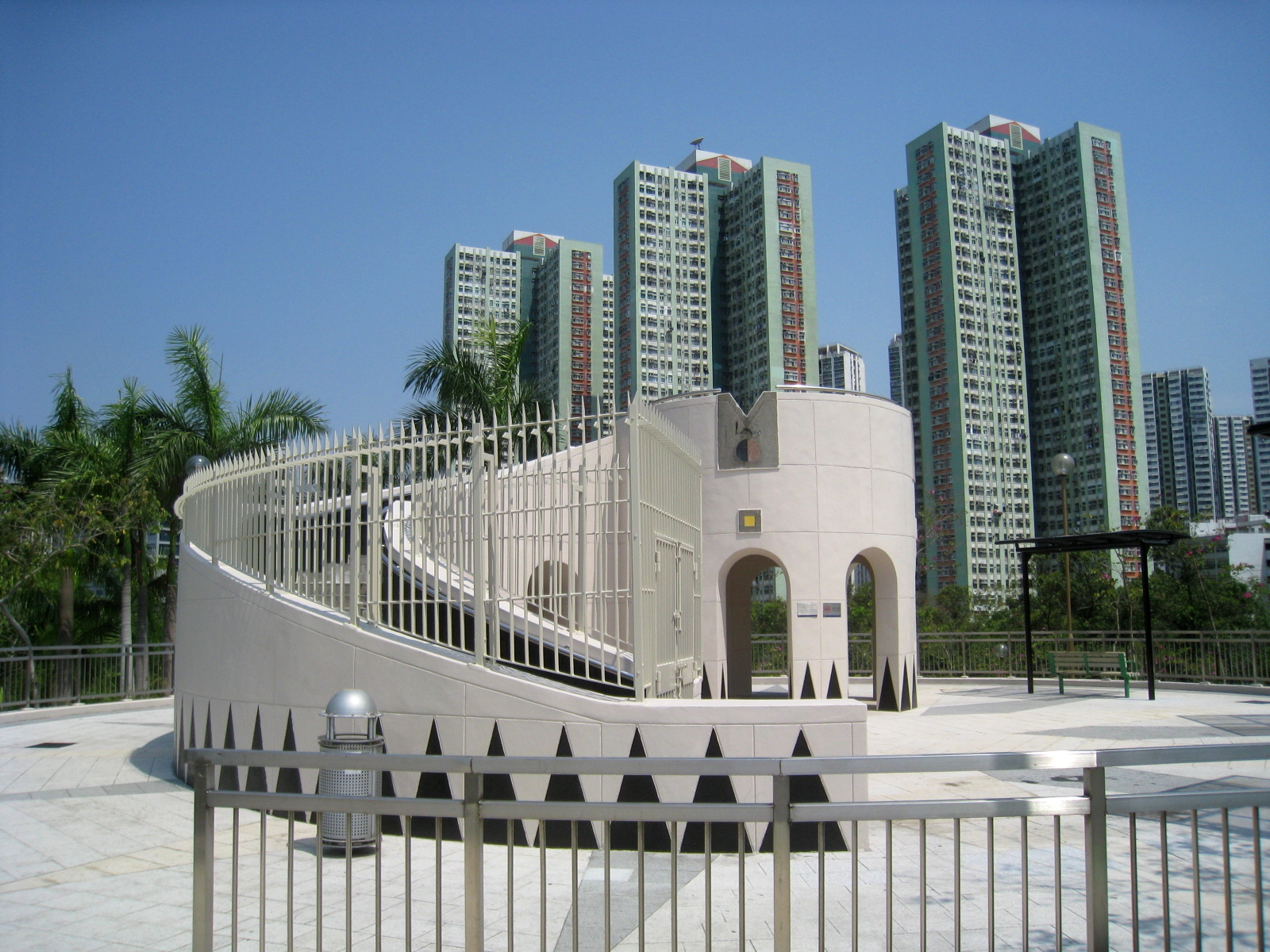
瞭望台

## 禁煙安排
此場地（除吸煙區外）禁止吸煙。